# Benigno Aquino III
Benigno Simeón Aquino III (Manilla, 8 februari 1960 – Quezon City, 24 juni 2021), beter bekend als Noynoy Aquino was de 15e president van de Filipijnen. Hij was de enige zoon van voormalig Filipijns president Corazon Aquino en voormalig senator en oppositieleider Ninoy Aquino. Aquino werd in 1998 gekozen in het Filipijns Huis van Afgevaardigden. Na drie opeenvolgende termijnen werd hij aansluitend bij de verkiezingen van 2007 gekozen in de Filipijnse Senaat. Op 10 mei 2010 deed Aquino namens de Liberal Party mee aan de Filipijnse presidentsverkiezingen van 2010. Toen op 8 juni het tellen van de stemmen door het Filipijns Congres was afgerond bleek dat Aquino ruim 42% van de stemmen had gehaald. Hiermee had hij met ruime voorsprong gewonnen van zijn naaste belagers Joseph Estrada (26%) en Manny Villar (15%). Op 30 juni werd Aquino geïnaugureerd als opvolger van Gloria Macapagal-Arroyo en als vijftiende president van de Filipijnen.
Aquino komt uit een prominente Filipijnse familie. Naast zijn beide ouders was ook zijn grootvader politicus. Benigno Aquino sr. was gedurende één termijn Voorzitter van het Huis van Afgevaardigden. Aquino’s jongste zus, Kris Aquino, was een bekende tv-presentatrice en actrice.

## Biografie

### Vroege levensloop
Benigno Aquino III werd geboren op 8 februari 1960 en is een van de vijf kinderen van Benigno Aquino jr. en Corazon Aquino. Zijn vader was ten tijde van zijn geboorte nog vicegouverneur van de provincie Tarlac met een veelbelovende politieke carrière en zijn moeder was huisvrouw. Na zijn lagere en middelbareschoolopleiding ging hij economie studeren aan de Ateneo de Manila University. Zijn vader had zich ondertussen tijdens de beginperiode van het presidentschap van Ferdinand Marcos ontwikkeld tot een van meeste felle oppositieleden in de Filipijnse Senaat. Bij het uitroepen van de staat van beleg was de senator een van eerste mensen die gearresteerd werd en toen Noynoy zijn studie begon was zijn vader al geruime tijd een van de meest prominente politieke gevangenen van president Marcos. Na het behalen van zijn Bachelor of Arts-diploma in 1981 vertrok Noynoy naar de Verenigde Staten waar het gezin Aquino sinds mei 1980 woonde, toen zijn vader van president Marcos toestemming kreeg om er een bypassoperatie te ondergaan. In 1983, kort na de moord op zijn vader, werd hij actief bij Philippine Business for Social Progress, een non-profitorganisatie voor armoedebestrijding. Van 1985 tot 1986 was Noynoy verkoopsupervisor voor Nike Philippines. Later werkte hij als marketingassistent voor Mondragon Philippines.
Rond deze tijd deed zijn moeder als oppositiekandidaat mee aan de presidentsverkiezingen van 1986. Hoewel zij deze verkiezingen volgens de officiële uitslag verloor, werd zij na de EDSA-revolutie, waarbij Marcos noodgedwongen het land ontvluchtte, alsnog als president geïnstalleerd. De regering Aquino kreeg diverse malen met couppoging te maken. Bij een van de meest serieuze pogingen, door soldaten onder leiding van Gregorio Honasan, werd onder andere Malacañang Palace belaagd. Noynoy, die onderweg was naar het paleis, kwam daarbij onder vuur te liggen en werd in zijn nek getroffen. Drie van zijn lijfwachten kwamen bij het incident om het leven en een vierde raakte gewond.
Van 1986 tot 1993 was Noynoy vicevoorzitter en financieel manager van Best Security Agency Corporation, een bedrijf van zijn oom Anolin Oreta. Aansluitend werkte hij van 1993 tot 1998 bij Central Azucera Tarlac.

### Politieke carrière
Bij de verkiezingen van 1998 stelde Noynoy zich verkiesbaar als lid van het Huis van Afgevaardigden namens het 2e kiesdistrict van de provincie Tarlac. Hij won de verkiezingen en bij de verkiezingen van 2001 en 2004 werd hij herkozen. In zijn drie termijnen als afgevaardigde had hij zitting in vele Commissies van het Huis van Afgevaardigden. In zijn derde termijn was hij van 8 november 2004 tot 21 februari 2006 Deputy Speaker van het Huis van Afgevaardigden.
Na zijn derde en dus wettelijk laatste termijn als afgevaardigde deed Aquino bij de verkiezingen van 2007 namens de Liberal Party onder de vlag van de Genuine Opposition mee aan de verkiezingen voor de Filipijnse Senaat. Tijdens zijn campagne werd het veelvuldig bijgestaan door zijn bekende jongere zus Kris Aquino en zijn moeder Corazon Aquino. Hij behaalde ruim 14,3 miljoen stemmen en eindigde daarmee op de zesde plek, ruim voldoende voor een van de twaalf beschikbare senaatszetels.
Toen de gezondheidstoestand van zijn moeder in 2009 verslechterde leefde het hele land mee met Noynoy en zijn vier zussen. De Aquino's stonden maandenlang vrijwel dagelijks in de belangstelling en toen Cory Aquino uiteindelijk op 1 augustus overleed kwam het sentiment van de EDSA-revolutie uit 1986 weer sterk bovendrijven. Hierop opperden diverse prominente politici dat Aquino zich kandidaat zou moeten stellen voor het presidentschap bij de verkiezingen van 2010. Een groep advocaten en activisten richtten de "Noynoy for President Movement" op en de zoon van zakenman Chino Roces begon een handtekeningenactie voor een miljoen handtekeningen, analoog aan de handtekeningenactie die in 1985 was georganiseerd om zijn moeder over de streep te trekken. Aquino stelde zich in eerste instantie terughoudend op. Op 1 september kondigde Mar Roxas, de partijvoorzitter van de Liberal Party, in een persconferentie aan zijn eigen presidentiële ambities te zullen opgeven om ruimte te maken voor partijgenoot Aquino. Aquino kwam daarop niet direct met een reactie, maar kondigde aan zich enkele dagen terug te trekken voor "spiritueel advies". Ook dit was iets dat zijn moeder in 1985 had gedaan voor zij besloot om het als oppositiekandidaat op te nemen tegen Ferdinand Marcos bij de tussentijdse presidentsverkiezingen van 1986. Op 9 september, aan het einde van de 40 dagen durende rouwperiode na de dood van zijn moeder, kondigde Aquino in een persconferentie in Club Filipino, waar zijn moeder 23 jaar daarvoor tot president werd beëdigd, aan dat hij "gehoor zou geven aan de roep van het volk" en zich zou kandideren voor het presidentschap.
Ondanks het feit dat Aquino voorheen nooit werd genoemd als presidentskandidaat, kwam hij na zijn kandidaatstelling in alle peilingen naar voren als de meeste kansrijke van alle kandidaten. Zijn aanvankelijke enorme voorsprong zwakte gedurende de tijd wel enigszins af, maar zijn belangrijkste apponenenten Manny Villar, Joseph Estrada en Gilberto Teodoro slaagden er niet in Aquino te achterhalen. Op 9 juni 2010 werden Aquino en Jejomar Binay door het Filipijns Congres tot respectievelijk president en vicepresident uitgeroepen.

### Ziekte en overlijden
Aquino werd op 24 juni 2021 :in de vroege ochtend overgebracht naar het Capitol Medical Center in Quezon City. Daar overleed hij op 61-jarige leeftijd aan de gevolgen van diabetische nefropathie (nierfalen bij diabetes).